# Thảm sát Ngày lễ Thánh Barthélemy
Thảm sát Ngày lễ Thánh Barthélemy là một loạt các vụ bạo động của những đám đông Công giáo chống lại người Kháng Cách Pháp (Huguenot) trong Chiến tranh Tôn giáo Pháp, được cho là do Caterina de' Medici, mẹ vua Vua Charles IX, chủ mưu. Khởi đầu từ ngày 24 tháng 8 năm 1572 với vụ ám sát Đô đốc Gaspard de Coligny, lãnh tụ phe Kháng Cách, các vụ thảm sát lan tỏa khắp Paris, tiếp tục đến các thành phố khác và khắp các vùng nông thôn, kéo dài trong vài tháng. Không biết được con số chính xác các nạn nhân, nhưng ước tính có đến vài ngàn hoặc vài chục ngàn người mất mạng trong đợt bạo động này. Mặc dù không phải là vụ thảm sát duy nhất, song đây là "vụ việc tệ hại nhất trong tất cả các vụ thảm sát vì lý do tôn giáo xảy ra trong thế kỷ 16".

## Nguyên nhân

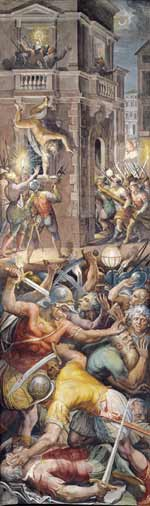
Thảm sát Gaspard de Coligny, bích họa của Giorgio Vasari

Thảm sát Ngày lễ Thánh Barthélemy là đỉnh điểm của một loạt các biến cố:
- Hòa ước Saint-Germain-en-Laye chấm dứt Chiến tranh Tôn giáo lần thứ ba ngày 8 tháng 8 năm 1570
- Cuộc hôn nhân giữa Enrique III của Navarra và Marguerite của Pháp ngày 18 tháng 8 năm 1572
- Vụ mưu sát không thành Đô đốc Gaspard de Coligny ngày 23 tháng 8 năm 1572.

### Hòa ước và hôn nhân miễn cưỡng
Hòa ước Saint-Germain kết thúc ba năm chiến tranh kinh hoàng giữa người Công giáo và người Kháng Cách. Tuy nhiên, hòa ước này không thể bền vững vì những người Công giáo cứng rắn không chấp nhận nó. Khi nhà Guise, lãnh đạo phe Công giáo, bị thất sủng và lãnh tụ phe Kháng Cách, Đô đốc Gaspard de Coligny trở lại vị trí cũ trong hội đồng nhà vua trong tháng 9 năm 1571 đã khiến những người Công giáo cứng rắn quan ngại, nhưng Thái hậu Catherine de' Medici và Vua Charles IX bày tỏ quyết tâm không để cuộc chiến bùng nổ lần nữa. Những quan tâm về khó khăn tài chính khiến nhà vua và thái hậu cố duy trì hoà ước cũng như sự hòa hoãn đối với Coligny. Những người Huguenot đang trong thế mạnh khi nắm giữ các thành trì kiên cố như La Rochelle, La Charité-sur-Loire, Cognac và Montauban. Để duy trì hòa khí giữa hai phe, Catherine de' Medici sắp đặt cuộc hôn nhân giữa con gái của bà, Marguerite của Pháp, và một vương tử người Kháng Cách, Enrique III của Navarra (sau này là vua Henri IV của Pháp). Đám cưới vương tộc sẽ diễn ra ngày 18 tháng 8 năm 1572. Cuộc hôn nhân này không được chấp nhận bởi những người Công giáo bảo thủ, và cả Giáo hoàng. Giáo hoàng và vua Felipe II của Tây Ban Nha mạnh mẽ lên án thái hậu nước Pháp.

### Căng thẳng
Rất đông người Kháng Cách thuộc giới quý tộc đến Paris tham dự đám cưới, cũng để bảo vệ nhà lãnh đạo của họ. Nhưng Paris là thành phố dễ bùng nổ bạo động chống người Kháng Cách. Dân Paris, những người Công giáo cực đoan, khó chấp nhận sự hiện diện của người Kháng Cách trong thành phố của mình, lại chịu kích động bởi những nhà thuyết giáo, đặc biệt là các tu sĩ dòng Capuchin, cảm thấy khó chịu với cuộc hôn nhân giữa một công chúa nước Pháp với một người Kháng Cách. Hội đồng Thành phố Paris muốn gây khó khăn cho hôn lễ. Thêm vào đó, trong khi các vụ mùa thất bát và giá cả tăng vọt thì sự hào nhoáng của hôn lễ hoàng gia làm gia tăng sự căm ghét trong dân chúng.
Triều đình bị phân cực. Catherine de' Medici không có được sự chuẩn thuận của Giáo hoàng cho hôn lễ, nên các chức sắc cao cấp của giáo hội tại Pháp lưỡng lự. Thái hậu phải cố thuyết phục Hồng y thành Bourbon cử hành hôn lễ trong khi thái độ thù địch giữa các gia tộc đang lãnh đạo nước Pháp xuất hiện trở lại. Nhà Guise không muốn nhượng bộ nhà Montmorency. François, Công tước thành Montmorency, thống đốc Paris, không thể kiểm soát những bạo loạn trong thành phố, quyết định rời khỏi thành phố chỉ vài ngày trước hôn lễ.

### Mưu sát Đô đốc Coligny
Sau đám cưới, Coligny và những nhà lãnh đạo khác thuộc phe Huguenot ở lại Paris để bàn bạc với nhà vua về những khiếu nại đối với Hoà ước Saint-Germain. Ngày 22 tháng 8 xảy ra vụ mưu sát Coligny. Người bị cho là thủ phạm, Maurevel, trốn thoát trong lúc hỗn loạn. Cho đến nay vẫn không thể khẳng định ai là người chịu trách nhiệm vụ mưu sát. Theo những ghi nhận từ lịch sử, có thể có:
- Nhà Guise: Hồng y xứ Lorraine, Công tước Guise và Công tước xứ Aumale là những người đáng tình nghi nhất. Là những nhà lãnh đạo phe Công giáo, họ muốn trả thù cho cái chết của François nhà Guise mà họ tin là đã bị sát hại bởi Coligny mười năm trước. Phát đạn bắn đi từ một ngôi nhà thuộc dòng họ Guise.
- Công tước xứ Alba, cai trị Hà Lan do sự ủy nhiệm của Felipe II: Coligny đang lãnh đạo chiến dịch giải phóng Hà Lan khỏi sự cai trị của người Tây Ban Nha. Trong mùa hè, Coligny đã bí mật gởi binh sĩ đến trợ giúp những người Kháng Cách ở Mons đang bị vây hãm bởi Công tước xứ Alba. Như thế, đô đốc đang là mối đe doạ đối với công tước.
- Catherine de' Medici: Thái hậu lo ngại khi thấy ảnh hưởng của Coligny trên nhà vua ngày càng gia tăng. Cùng với những vụ việc khác, Catherine sợ Coligny sẽ lôi kéo nước Pháp vào cuộc chiến chống Tây Ban Nha do những vấn đề ở Hà Lan. Tuy nhiên, khó mà tin rằng thái hậu là người chủ mưu, vì những nỗ lực của bà nhằm bảo đảm sự bình an của đất nước. Như vậy, nếu bà không chủ mưu, liệu bà có biết những âm mưu của nhà Guise hoặc của người Tây Ban Nha?

|                     |                       |                     |                         |
| Caterina de' Medici | Gaspard II de Coligny | Marguerite của Pháp | Enrique III của Navarra |

## Thảm sát
Vụ mưu sát Coligny là biến cố khởi phát cuộc khủng hoảng dẫn đến vụ thảm sát. Đô đốc Coligny là nhà lãnh đạo Huguenot được kính trọng nhất. E sợ những bất ổn khởi phát từ phe Kháng Cách, nhà vua và triều đình đến thăm Coligny đang trên giường bệnh và hứa trừng phạt thủ phạm. Trong khi Thái hậu đang dùng bữa tối, những người Kháng Cách đòi hỏi công lý. Do lo ngại người Kháng Cách bị trả đũa, em rể của Coligny đem 4000 quân thiện chiến đến đóng bên ngoài Paris và, mặc dù không có dấu hiệu nào chứng tỏ sẽ bị tấn công, người Công giáo lo sợ sẽ có sự trả thù trên nhà Guise và dân thành Paris. Ngay đêm đó, Catherine có một buổi họp tại lâu đài Tuleries với các cố vấn người Ý của bà và Nam tước de Retz.

"Thảm sát ngày lễ thánh Barthelemy" của François Dubois (thế kỷ 19).

Đêm 23 tháng 8, Catherine đến gặp nhà vua để bàn về cuộc khủng hoảng. Dù không còn chi tiết nào được giữ lại đến ngày nay, Charles IX và mẹ đã quyết định thanh trừng các nhà lãnh đạo Kháng cách, ngoại trừ những ông hoàng cùng huyết thống như Henri xứ Navarre và Hoàng tử Condé. Theo những câu chuyện kể, nhà vua nói: "Được rồi, hãy làm như thế! Giết chúng đi! Giết tất cả bọn chúng! Đừng để một tên nào còn sống mà làm phiền đến ta!".
Ngay sau đó, chính quyền thành phố Paris được triệu tập, nhận lệnh đóng các cổng thành và vũ trang người dân để ngăn chặn bất cứ âm mưu nổi dậy nào. Đội vệ binh Thụy Sĩ của nhà vua được giao nhiệm vụ giết những lãnh tụ Kháng cách có tên trong danh sách. Ngày nay khó mà xác định trình tự của các biến cố và biết chính xác thời điểm vụ tàn sát bắt đầu. Có lẽ dấu hiệu hành động là một hồi chuông đổ vào khoảnh khoắc giữa nửa đêm và hừng đông từ nhà thờ Saint-Germain-l'Auxerrois, gần cung điện Louvre, là nhà thờ giáo xứ của vua chúa Pháp. Trước đó, đội vệ binh Thuỵ Sĩ đã lôi những nhà quý tộc Kháng Cách ra khỏi điện Louvre và bắt đầu tàn sát họ trên đường phố. Đô đốc Coligny bị kéo khỏi giường bởi chính Công tước Henry de Guise, bị sát hại và thi thể của ông bị ném qua cửa sổ. Tình trạng căng thẳng âm ỉ kể từ Hòa ước Saint-Germain nay bùng nổ dữ dội để trở thành làn sóng bạo động lan ra cùng khắp. Người dân Paris bắt đầu săn đuổi người Kháng Cách khắp mọi nơi trong thành phố. Sự tàn bạo của cuộc tàn sát diễn ra theo cung cách không thể tin nổi. Dây xích được giăng ra trên đường phố để người Kháng Cách không thể trốn thoát khỏi nhà họ. Phụ nữ và trẻ em bị đâm chém cách lạnh lùng. Cuộc tàn sát kéo dài trong vài ngày bất kể những nỗ lực của nhà vua nhằm chấm dứt nó. Trong số những người bị giết có nhà soạn nhạc Claude Goudimel và triết gia Pierre de La Ramée.
Từ tháng 8 đến tháng 10, các vụ thảm sát tương tự bùng nổ tại những nơi khác như Toulouse, Bordeaux, Lyon, Bourges, Rouen và Orléans. Không thể biết chính xác con số nạn nhân, nhưng những ước tính cho rằng có khoảng từ 2.000 đến 100.000 người bị giết. Gần đây, một số sử gia ước tính có khoảng 2.000 người thiệt mạng ở Paris, và từ 5.000 đến 10.000 người ở những nơi khác trên nước Pháp.

## Phản ứng

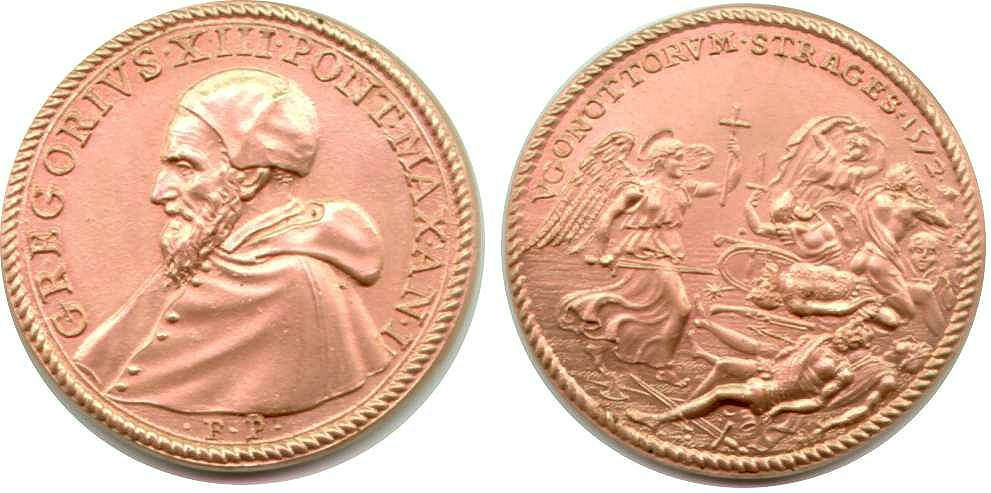
Huy chương của Gregory XIII kỷ niệm cuộc tàn sát

Những ghi nhận vào lúc ấy nói rằng thi thể người chết bị bỏ trôi sông đến nỗi không ai dám ăn cá. Phản ứng Giáo hoàng Gregory XIII là vui mừng: tất cả chuông nhà thờ ở Roma ngân vang cho ngày lễ tạ ơn, Castel Sant'Angelo nổ súng chào mừng, một huy chương đặc biệt được đúc để vinh danh sự kiện. Giáo hoàng cũng ra lệnh Giorgio Vasari thực hiện ba bức bích họa tại sảnh Sala Regia trong Điện Vatican miêu tả thương tích và cái chết của Coligny. Charles IX tuyên bố trước Quốc hội "Cuộc tàn sát nên được xem như là một sự báo thù từ Chúa; Coligny là mối đe dọa cho thế giới Cơ Đốc giáo, do đó giáo hoàng thiết lập ngày 11 tháng 9 năm 1572 là ngày kỷ niệm cho hai sự kiện: trận Lepanto và cuộc tàn sát người Huguenot". Giáo hội Công giáo chưa bao giờ chính thức xin lỗi với lập luận ngày lễ không phải để kỷ niệm cuộc tàn sát người Huguenot mà nhắc lại sự thất bại của một âm mưu lật đổ nhằm kiểm soát quyền chính tại Pháp.
Tại Paris, nhà thơ Jean-Antoine de Baïf, nhà sáng lập Viện Hàn lâm Âm nhạc và Thi ca, sáng tác một bài thơ sonnet hết lời ca tụng những người tham gia cuộc tàn sát. Ngược lại, hoàng đế Maximilian II của Thánh chế La Mã, nhạc phụ của Charles IX, tỏ ra kinh tởm, gọi cuộc thảm sát là "sỉ nhục". Những người Công giáo Pháp ôn hoà bắt đầu tự hỏi liệu sự đồng nhất tôn giáo có xứng đáng với cái giá phải trả cho quá nhiều máu đã đổ như thế, và họ bắt tay thành lập phong trào Politiques với chủ trương hòa hợp dân tộc là quan trọng hơn các quyền lợi giáo phái.
Các quốc gia Kháng Cách bày tỏ sự bất bình với cuộc tàn sát đẫm máu, và chỉ có những nỗ lực cao độ của các đại sứ của Catherine mới có thể ngăn sự sụp đổ của chính sách ngoại giao của thái hậu hầu duy trì mối giao hảo với các quốc gia này. Ngay cả đại sứ Vương quốc Anh tại Pháp, Sir Francis Walsingham, cũng suýt mất mạng trong cuộc thảm sát.

## Lý giải
Trải qua các thế kỷ, cuộc Thảm sát Ngày lễ Thánh Barthélemy dấy lên nhiều tranh cãi. Các sử gia đương đại vẫn còn bất đồng về nguyên nhân và trách nhiệm về sự kiện:
- Theo Denis Crouzet, do lo sợ nguy cơ xảy ra một cuộc nổi dậy của phe Kháng Cách, Charles IX chọn giải pháp bóp nghẹt nó ngay từ trong trứng nước hầu có thể bảo vệ quyền lực của mình. Như thế, quyết định này là của nhà vua, không phải của Catherine de' Medici.
- Cách giải thích truyền thống, được ủng hộ bởi Janine Garrisson, cho rằng Catherine de' Medici và các cố vấn Công giáo của bà là thủ phạm chính. Họ buộc nhà vua, một người bạc nhược và hay do dự, phải làm theo ý họ.
- Theo Jean-Louis Bourgeon, chính là thành phố Paris đang sôi sục lòng căm ghét người Huguenot phải chịu trách nhiệm về cuộc thảm sát. Bourgeon nhấn mạnh rằng lúc ấy Paris đang đứng bên bờ vực của một cuộc cách mạng. Nhà Guise, rất được yêu thích ở đây, lợi dụng tình thế để gây áp lực lên nhà vua và thái hậu. Charles IX bị buộc phải ngăn chặn cuộc bạo loạn tiềm ẩn, như vậy, trách nhiệm thuộc nhà Guise và lực lượng dân quân cùng người dân thành phố.

## Văn học nghệ thuật và cuộc Thảm sát

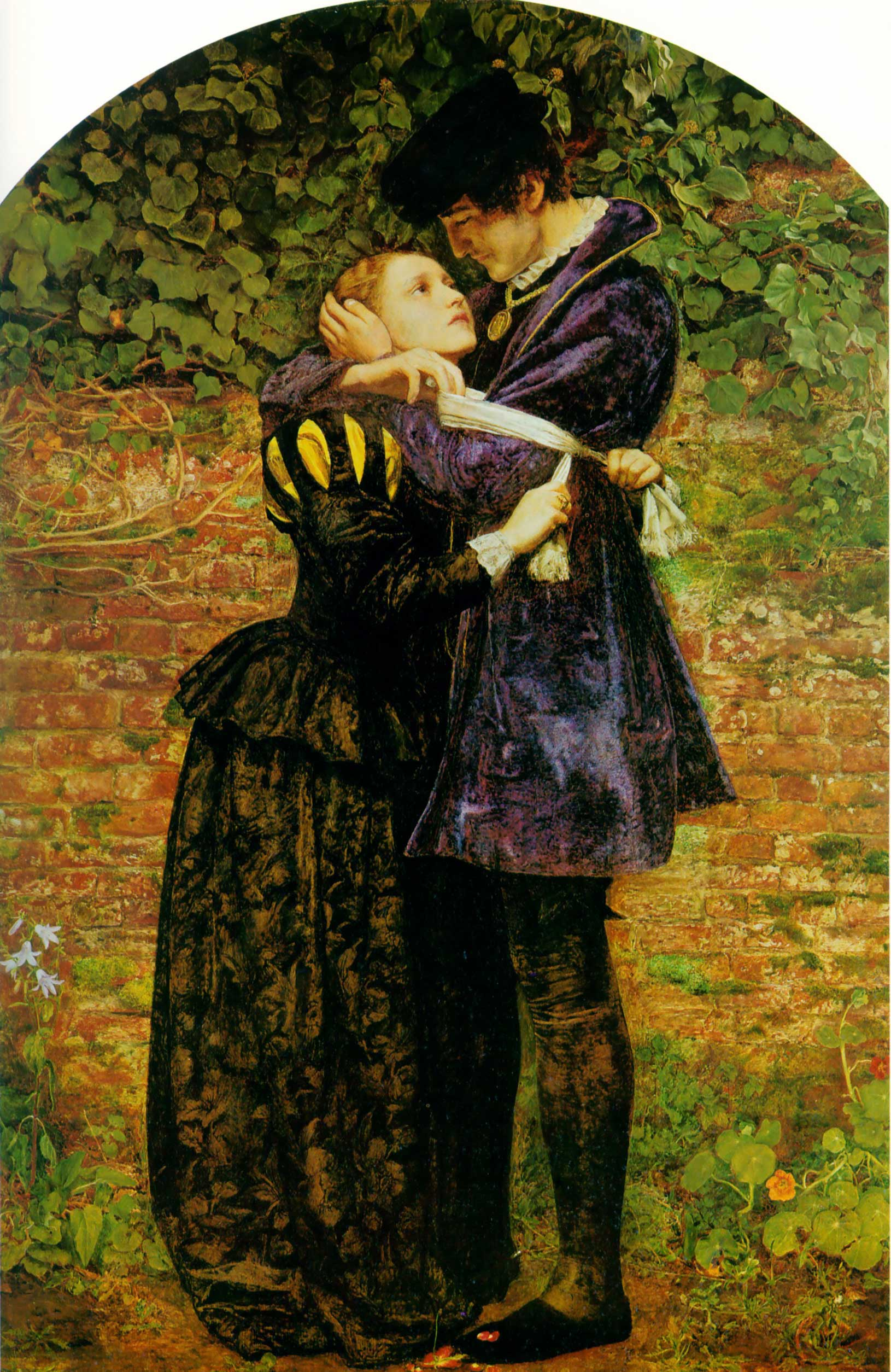
Tranh của John Everett Millais

Câu chuyện về cuộc thảm sát được tiểu thuyết hóa bởi Prosper Mérimée trong tác phẩm Chronique du règne de Charles IX (1829), và bởi Alexandre Dumas trong Vương hậu Margot (La Reine Margot), cuốn tiểu thuyết xuất bản năm 1845, chính xác với những dữ kiện lịch sử được thi vị hoá bởi những chuyện tình lãng mạn cùng những cuộc phiêu lưu của các nhân vật trong truyện. Năm 1980, sự kiện này tiếp tục xuất hiện trong tiểu thuyết Paris ma bonne ville của Robert Merle.
Họa sĩ John Everett Millais, trường phái tiền Raphael, nổi tiếng khi nắm bắt được bản chất của sự xung đột trong hoạ phẩm A Huguenot, on St. Bartholomew's Day Refusing to Shield Himself from Danger by Wearing the Roman Catholic Badge, miêu tả một phụ nữ Công giáo đang cố thuyết phục người yêu Huguenot của cô mang huy hiệu của người Công giáo để có thể sống sót. Nhưng người đàn ông, muốn trung thành với đức tin, dịu dàng từ chối.
Nhà soạn kịch người Anh thời Elizabeth, Christopher Marlowe, được nhiều người biết tiếng khi cho phép người Pháp đến tị nạn tại lãnh địa của ông ở Canterbury, sáng tác một vở kịch chống Công giáo và chống Pháp dựa trên vụ thảm sát có tên The Massacre of Paris (Cuộc thảm sát tại Paris). Trong cuốn tiểu sử Thế giới của Christopher Marlowe, tác giả David Rígg thuật lại rằng sự kiện này đã ám ảnh suốt cuộc đời của nhà viết kịch, cuộc thảm sát đã được đưa vào các hồi cuối của những vở kịch đầu tay của ông, Tamburlaine 1 và 2, và Người Do Thái ở Malta. Nhà soạn nhạc Giacomo Meyerbeer cũng viết vở opera nổi tiếng Les Huguenots năm 1836.
Với điện ảnh, cuộc thảm sát được thuật lại trong cuốn phim câm sử thi của D. W. Griffith năm 1916 tựa đề Intolerance (Không dung thứ). Năm 1954, cuốn tiểu thuyết của Alexandre Dumas được Jean Dréville chuyển thể thành phim. Tới năm 1994, một lần nữa, Marguerite của Pháp xuất hiện trên màn ảnh trong bộ phim của Patrice Chéreau, diễn viên Isabelle Adjani trong vai Margot.
Thảm sát Ngày lễ Thánh Barthélemy cũng là khung cảnh của cuốn tiểu thuyết lịch sử của Tim Willocks,The Twelve Children of Paris (Quyển 2 của bộ truyện 3 tập Matthias Tannhauser) (2013).